# Magdalena Tul
Magdalena Ewa Tul (sinh ngày 29 tháng 4 năm 1980) là ca sĩ và nhà soạn nhạc Ba Lan. Năm 2000, cô chuyển từ Gdańsk đến Warszawa và khởi nghiệp nói đây. Cô làm diễn viên và ca sĩ cho nhà hát nhạc kịch Studio Buffo. Năm 2003, cô biểu diễn ở nhà hát nhạc kịch khác: "Roma". Ở đây cô tham gia nhiều vở nhạc kịch, ví dụ: Miss Saigon, Grease, Cats và Academy of Mister Kleks.

## Đầu đời và sự nghiệp
Ở tuổi 12, Tul tham gia vào ban nhạc thiếu nhi địa phương và từ đó tình yêu âm nhạc bắt đầu chớm nở. Cô lọt vào danh sách thí sinh được lựa chọn  ở Ba Lan cho cuộc thi Eurovision Song Contest 2005. 6 năm sau, vào ngày 14 tháng 2 năm 2011, cô là người đại diện cho Ba Lan thi tài tại Eurovision Song Contest 2011 với bài hát " Jestem ". Cô không lọt vào trận chung kết, dừng chân tại trận bán kết ở vị trí thứ 19.
Năm 2012, Tul sáng tác bài hát "Give It Up" để tham dự Eurovision Song Contest 2013 tại Malmö, Thụy Điển  nhưng vẫn không lọt vào chung kết. Cô tham gia cuộc thi vào năm 2014 với tư cách là thành viên ban giám khảo.
Năm 2013, cô là thí sinh của The Voice of Poland (Giọng hát Ba Lan).
Tháng 6 năm 2019, Tul phát hành album đầu tay "Mindfulness".

## Danh sách bài hát và album

### Tập ảnh
| Tựa đề                        | Chi tiết về album                                                                                      |
| ----------------------------- | --- |
| V.O.H. - The Victory of Heart | - Phát hành: 13 tháng 8 năm 2007 - Hãng thu âm: Loud Tally RCDS - Định dạng: CD                        |
| Brave                         | - Phát hành: 6 tháng 6 năm 2014 - Hãng thu âm: Polskie Nagrania Muza - Định dạng: Digital download, CD |
| Mindfulness                   | - Phát hành: 3 tháng 6 năm 2019 - Định dạng: Digital download                                          |

### Kịch
| Tựa đề        | Chi tiết                                                        |
| ------------- | --------------------------------------------------------------- |
| The Beginning | - Phát hành: 16 tháng 11 năm 2013 - Định dạng: Digital download |

### Đĩa đơn
| Tựa đề                             | Năm  | Album                         |
| ---------------------------------- | ---- | ----------------------------- |
| "Full of Life"                     | 2004 | V.O.H. - The Victory of Heart |
| "Idź swoją drogą"                  | 2005 | Đĩa đơn không lấy từ album    |
| "Find the Music"                   | 2006 | V.O.H. - The Victory of Heart |
| "Tryin’"                           | 2007 | V.O.H. - The Victory of Heart |
| "Nie ma jej"                       | 2010 | Đĩa đơn không lấy từ album    |
| "Jestem"                           | 2010 | Brave                         |
| "I'll Never Forget"                | 2011 | Đĩa đơn không lấy từ album    |
| "Jak zapomnieć"                    | 2012 | Brave                         |
| "Give It Up"                       | 2012 | Brave                         |
| "I Am Who I Am"                    | 2013 | Brave                         |
| "Ile mogę dać?"                    | 2014 | Brave                         |
| "So Good" (cùng với Sound’n’Grace) | 2014 | Brave                         |
| "Closer" (cùng với Chesney Snow)   | 2017 | Mindfulness                   |
| "Bliżej"                           | 2017 | Mindfulness                   |
| "Va Banque"                        | 2018 | Mindfulness                   |
| "Move Forward"                     | 2019 | Mindfulness                   |